# 太田エイミー
太田 エイミー（おおた えいみー、Amy Ota、1986年10月26日 - ）は、日本の女性ファッションモデル、タレント、司会者。
東京都出身。日本人とスイス人の両親を持つ。。
イギリス・サセックス大学卒業。

## 来歴・人物
東京都で日本人の父とスイス人の母との間に生まれる。6歳のころより父親に撮影してもらいながらMCを演じる遊びをしていた。学校は高校までインターナショナル・スクールに通った。学校の課外活動では、インターナショナル・スクール合同ミュージカルにて、『ショウボート』と『ウエスト・サイド物語』で2回ベストダンサー賞を受賞、関東インターナショナル・スクール スピーチコンテストで最優秀賞を2回、金賞を4回、銀賞を5回受賞している。高校卒業後は、渡英しサセックス大学で心理学・マネジメントを専攻、Aクラスで卒業した。大学在学中は国際的なキャリアウーマンになることを目指していたが、卒業後は日本に戻って進路を模索しながらモデルの仕事に就く。そうしているうちにスペースシャワーTVの音楽番組でMCに抜擢され、2011年にプロデビューとなった。
日本語、英語、フランス語の三ヶ国語を使いこなし、通訳・俳優英語指導や語学学習セミナーの講師、各種イベントの司会などにも携わっている。
特技は茶道とダンス。バレエ歴10年。スポーツジムに通っている。お気に入りの映画は『エディット・ピアフ〜愛の讃歌〜』。抹茶とラタトゥイユが好物。

## 出演

### ランウェイ
- ファミリーマート アジアコレクション ベトナム ファッショニスタ（2013年3月3日、ベトナム・グーイェン ドゥ スタジアム）[8]
- 東京ランウェイ
  - 2013年春夏（2013年3月20日、国立代々木競技場第一体育館）[9]
  - 2013年秋冬（2013年9月14日、東京体育館）[10]
- Girls Award
  - 2013年春夏（2013年3月23日、国立代々木競技場第一体育館）[11]
  - 2013年秋冬（2013年9月28日、国立代々木競技場第一体育館）[12]
  - 2015年春夏（2015年4月29日、国立代々木競技場第一体育館）[13]
- 神戸コレクション 2013年秋冬（2013年9月1日、ワールド記念ホール）[14]
- 東北ドリームコレクション 2013（2013年10月12日、仙台サンプラザホール）[15]

### テレビ
- こころの遺伝子 〜あなたがいたから〜（NHK総合、2010年4月12日）アンジェラ・アキ役[4]
- INTERNATIONAL FLASH（スペースシャワーTV、2011年 - 2014年）[3]
- Meet and Speak（NHKワールド、2011年 - 2013年）[3]
- おとなの基礎英語（NHK Eテレ、2012年4月2日 - 2016年4月1日）[3]
- TOKYO EYE（NHKワールド、2013年）[3]
- ニュースザップ（BSスカパー!、2015年）不定期[16][17][18]
  - ニュースザップ月イチスペシャル（BSスカパー!、2015年10月 - ）レギュラーMC 月末金曜日[19]
- Startup！180 ホウドウキョク24（フジテレビ、2015年4月 - ）[20][21]
- J-Trip Plan（NHKワールド、2016年4月4日 - ）レギュラーMC[22]
- Easy Travel Japanese（NHKワールド、2017年3月 - ）レギュラー[23]

### ラジオ
- コスモ ポップス ベスト10（TOKYO FM、2014年4月 - 2017年3月）[24]
- LOVE CONNECTION（TOKYO FM、2014年10月）[25]。
  - LOVE CONNECTION STARBUCKS MUSIC BARISTA（TOKYO FM、2016年6月14日）[7]
- SEIKO ASTRON presents World Christmas Cruise（TOKYO FM、2014年12月23日）[26]
- TOKYO FM開局45周年記念スペシャル番組 コスモ ポップス ベスト10 1970-2015（TOKYO FM、2015年5月6日）総合司会[27]
- サンデースペシャル プリンス追悼、紫の殿下（TOKYO FM、2016年5月8日）[28]
- サンデースペシャル Paul McCartney 『One On One』 Japan Tour 2017（TOKYO FM、2017年2月5日）[29]
- World BPM-Best Pops Morning-（TOKYO FM 、2017年4月1日 - ）レギュラーMC 毎週土曜日 6:00 - 7:00[30][31]

### 司会
- 映画「きっと、星のせいじゃない。」プレミア試写会 supported by GirlsAward（2015年2月4日、TOKYO DOME CITY HALL）[32]
- ミサコロックス!（英語版）：トークイベント with 太田エイミー＆サイン会（2015年4月5日、六本木クラップス）[33][34]
- 2016ミス・インターナショナル世界大会（2016年10月27日、TOKYO DOME CITY HALL）別所哲也と共同司会[35]
- 2017ミス・インターナショナル世界大会（2017年11月14日、TOKYO DOME CITY HALL）別所哲也他と共同司会[36]

### 雑誌・その他
- Nature Trekking（メディアボーイ、2012年6月20日発行）[37]
- MAMOR vol.112 6月号 グローバルに活躍するために英語力を装備する自衛隊 （扶桑社、2016年4月21日発行）[38]
- 由緒正しきチョコレートの愉しみ方（株式会社 明治、2016年9月23日 - ）明治ザ・チョコレート Web限定ムービー[39][40]